# Hosni Abd Rabou
Hosni Abd Rabou Abdel Mottaleb Ibrahim (Ismailía, Egipto; 1 de noviembre de 1984) es un futbolista egipcio, se desempeña como centrocampista defensivo y actualmente juega en el Ismaily SC egipcio.

## Clubes
| Club           | País           | Año       |
| -------------- | -------------- | --------- |
| Ismaily SC     | Egipto         | 2003-2005 |
| RC Estrasburgo | Francia        | 2005-2006 |
| Ismaily SC     | Egipto         | 2006-2008 |
| Al-Ahli FC     | EAU            | 2008-2009 |
| Ismaily SC     | Egipto         | 2009-2012 |
| Al-Ittihad     | Arabia Saudita | 2012      |
| Al-Nassr       | Arabia Saudita | 2012-2013 |
| Ismaily SC     | Egipto         | 2013-     |

- Datos: Q720716